# Мијазма
Теорија мијазме (такође позната и као мијазматска теорија) је напуштена медицинска теорија која је сматрала да су болести — попут колере, хламидије или куге — узроковане мијазмом (Шаблон:Јез-grc, старогрчки за 'загађење'), штетним обликом „лошег ваздуха”, такође познатог и као ноћни ваздух. Теорија је тврдила да су епидемије изазване мијазмом која потиче из распадајуће органске материје. Иако се теорија мијазме обично повезује са ширењем заразних болести, неки академици почетком деветнаестог века сугерисали су да се теорија проширује и на друга стања, нпр. да се неко може угојити удисањем мириса хране.
Теорију мијазме је унапредио Хипократ у четвртом веку пре нове ере и била је прихваћена од античких времена у Европи и Кини. Теорију су на крају напустили научници и лекари након 1880. године, заменивши је теорија клица: специфичне клице, а не мијазма, изазивају специфичне болести. Међутим, културна уверења о уклањању мириса учинила су чишћење отпада високим приоритетом за градове. Такође је подстакла изградњу добро проветрених болничких објеката, школа и других зграда.

## Етимологија
Реч мијазма потиче из старогрчког језика и, иако концептуално не постоји реч у српском језику која има потпуно исто значење, може се слободно превести као 'мрља' или 'загађење'.
Ова идеја је касније довела до назива маларија (буквално 'лош ваздух' на средњовековном италијанском).

## Погледи широм света
Мијазма се сматрала отровном паром или маглом испуњеном честицама из распаднуте материје (мијазмата) које су изазивале болести. Мијазматско становиште је било да су болести производ фактора околине као што су контаминирана вода, загађен ваздух и лоши хигијенски услови. Таква инфекција се није преносила међу појединцима, већ би утицала на појединце унутар локације која је довела до таквих испарења. Била је препознатљива по свом непријатном мирису. У почетку се такође веровало да се мијазме шире путем црва из чирева код оних погођених кугом.

### Европа
У петом или четвртом веку пре нове ере, Хипократ је писао о утицајима околине на људске болести:
Ко год жели правилно да истражује медицину, требало би да поступи овако: на првом месту да размотри годишња доба и какве ефекте свако од њих производи, јер нису нимало слична, већ се много разликују међусобно у погледу својих промена. Затим ветрове, топле и хладне, посебно оне који су заједнички свим земљама, а затим оне који су својствени сваком месту. Морамо такође размотрити квалитете вода, јер као што се разликују једна од друге по укусу и тежини, тако се много разликују и по својим својствима. На исти начин, када неко дође у град у коме је странац, требало би да размотри његов положај, како лежи у односу на ветрове и излазак сунца; јер његов утицај није исти ако лежи на северу или југу, према изласку или заласку сунца. Ове ствари треба најпажљивије размотрити, као и воде које становници користе, да ли су мочварне и меке, или тврде и теку са узвишених и стеновитих места, а затим да ли су слане и непогодне за кување; и тло, да ли је голо и без воде, или шумовито и добро наводњено, и да ли лежи у удубљењу, затвореном положају, или је уздигнуто и хладно; и начин на који становници живе, и која су њихова занимања, да ли су склони пићу и прекомерном јелу, и одани лењости, или су склони вежбању и раду, и нису склони претеривању у јелу и пићу.
У 1. веку пре нове ере, римски писац о архитектури Витрувије описао је потенцијалне ефекте мијазме (лат. nebula) из смрдљивих мочвара приликом посете граду:...
Јер када јутарњи ветрићи дувају према граду у зору, ако са собом доносе маглу из мочвара и, помешану са маглом, отровни дах створења из мочвара који се уноси у тела становника, они ће учинити место нездравим.
Мијазматска теорија болести остала је популарна у средњем веку, а осећај ефлувије допринео је делу Роберта Бојла Suspicions about the Hidden Realities of the Air.
Током 1850-их, мијазма је коришћена да објасни ширење колере у Лондону и Паризу, делимично оправдавајући каснију Хаусманову обнову француске престонице. Говорило се да се болест може спречити чишћењем и прањем тела и предмета. Др Вилијам Фар, помоћник комесара за лондонски попис 1851. године, био је важан присталица теорије мијазме. Веровао је да се колера преноси ваздухом и да постоји смртоносна концентрација мијазмата близу обала реке Темзе. Такво веровање је делимично прихваћено због општег недостатка квалитета ваздуха у урбанизованим подручјима. Широко прихватање теорије мијазме током избијања колере засјенило је делимично тачну теорију коју је изнео Џон Сноу да се колера шири путем воде. Ово је успорило одговор на велике епидемије у округу Сохо у Лондону и другим областима. Медицинска сестра из Кримског рата, Флоренс Најтингејл (1820–1910) била је заговорница теорије и радила је на томе да болнице буду санитарне и свежег мириса. У 'Белешкама о нези за радничке класе' (1860) наведено је да би Најтингејлова "држала ваздух који [пацијент] удише чистим као спољашњи ваздух."
Страх од мијазме забележен је у многим упозорењима с почетка деветнаестог века у вези са оним што се називало "нездравом маглом". Сматрало се да присуство магле снажно указује на присуство мијазме. Веровало се да се мијазме понашају као дим или магла, ношене ваздушним струјама, лебдећи са ветровима. Сматрало се да мијазма не путује само ваздухом, већ да мења ваздух кроз који се шири; атмосфера је била заражена мијазмом, као што су били и болесни људи.

### Кина
У Кини, мијазма (алтернативни називи 瘴毒, 瘴癘) је стари концепт болести, који се широко користи у древним кинеским локалним хроникама и књижевним делима. Мијазма има различите називе у кинеској култури. Већина објашњења мијазме односи се на њу као на неку врсту болести или отровног гаса.
Древни Кинези су мислили да је мијазма повезана са околином делова јужне Кине. Сматрало се да је мијазма узрокована топлотом, влагом и устајалим ваздухом у јужним кинеским планинама. Мислили су да отпад инсеката загађује ваздух, маглу и воду, а недирнута шума пружа одлично окружење за појаву мијазме.
У описима древних путника, војника или локалних званичника (већина њих су били књижевници) о феномену мијазме, увек су се помињали магла, измаглица, прашина, гас или отровна геолошка испарења. Сматрало се да је мијазма изазвала многе болести као што су прехлада, грип, топлотни удари, маларија или дизентерија. У медицинској историји Кине, маларија је у различитим династијама имала различите називе. Тровање и пситакоза такође су се у древној Кини називали мијазмом, јер нису тачно разумели узрок болести.
У династији Суи (581–618. н.е.), лекар Чао Јуанфанг је поменуо мијазму у својој књизи О патогенима и синдромима (諸病源候論). Сматрао је да је мијазма у јужној Кини слична тифусној грозници у северној Кини. Међутим, по његовом мишљењу, мијазма се разликовала од маларије и дизентерије. У својој књизи, о дизентерији је говорио у другом поглављу, а о маларији у посебном поглављу. Такође је тврдио да мијазма изазива различите болести, па је сугерисао да треба пронаћи одговарајуће и специфичне начине за решавање проблема.
Концепт мијазме развијао се у неколико фаза. Прво, пре западне династије Ђин, концепт мијазме се постепено формирао; барем, у источној династији Хан, није било описа мијазме. Током источне династије Ђин, велики број људи са севера преселио се на југ, а мијазму су тада препознали књижевници и племство. После династија Суи и Танг, учењаци-бирократе послати да буду локални званичници бележили су и истраживали мијазму. Као резултат тога, влада је постала забринута због тешких случајева и узрока мијазме, шаљући лекаре у подручја епидемије да истраже болест и лече пацијенте. У династијама Минг и Ћинг, верзије локалних хроника бележе различите мијазме на различитим местима.... Међутим, јужна Кина је била веома развијена у династијама Минг и Ћинг. Околина се брзо мењала, а после 19. века у Кину су уведене западна наука и медицинско знање, и људи су научили како да разликују и лече болести. Концепт мијазме је стога избледео због напретка медицине у Кини.

#### Утицај у јужној Кини
Застрашујуће болести мијазме у јужним регионима Кине учиниле су га примарном локацијом за протеривање званичника и слање криминалаца у изгнанство још од династије Ћин-Хан. Песник Хан Ју (韓愈) из династије Танг, на пример, писао је свом нећаку који је дошао да га испрати након његовог прогонства у префектуру Чао у својој песми На путу (左遷至藍關示姪孫湘):

У зору послах једно упозорење на престо Девет степеница;

Увече бејах прогнан у Чао Јанг, осам хиљада лига.

Борећи се у име племените династије да протерам неплемениту владу,

Како бих ја, увенуо и изморен, жалио за својом будућом судбином?

Облаци се скупљају на планинама Ћин, не видим свој дом;

Снег затвара превоје Лан, мој коњ не може напред.

Али знам да ћеш доћи издалека, да испуниш своју задату сврху,

И с љубављу сакупити моје кости, на обалама те кугом заражене реке.
Преовладавајуће веровање и доминантан страх од јужног региона са његовим "отровним ваздухом и гасовима" евидентан је у историјским документима.
Сличне теме и осећања према југу зараженом мијазмом често се одражавају у раној кинеској поезији и записима. Већина учењака тог времена слагала се да геолошко окружење на југу има директан утицај на састав и раст становништва. Многи историјски записи одражавају да су жене биле мање подложне инфекцији мијазмом, а стопе смртности су биле много веће на југу, посебно за мушкарце. Ово је директно утицало на пољопривредну производњу и јужну економију, јер су мушкарци били покретачка снага пољопривредне производње. Жоу Ћуфеи (周去非), локални магистрат из јужне династије Сонг, описао је у свом трактату Репрезентативни одговори са југа: "... Мушкарци су ниски и тамнопути, док су жене биле пуначке и ретко су се разболевале," и дивио се бројној женској популацији у региону Гуангси.
Ова инхерентна претња по животну средину такође је спречавала имиграцију из других региона. Стога је развој на влажном и спарном југу био много спорији него на северу, где је политичка моћ династија боравила већи део ране кинеске историје.

### Индија
У Индији је такође постојала теорија мијазме. Гамбир се сматрао првом анти-мијазматском применом. Ово дрво гамбира налази се у јужној Индији и Шри Ланки.Шаблон:Better source needed

## Развој од 19. века надаље

### Зимотичка теорија
На основу зимотичке теорије, људи су веровали да се испарења названа мијазмата (једнина: мијазма) дижу из тла и шире болести. Веровало се да мијазмата потичу од труле вегетације и загађене воде — посебно у мочварама и урбаним гетима.
Многи људи, посебно слаби или немоћни, избегавали су удисање ноћног ваздуха тако што су улазили у затворене просторе и држали прозоре и врата затворенима. Поред идеја повезаних са зимотичком теоријом, постојао је и општи страх да хладан или прохладан ваздух шири болест. Страх од ноћног ваздуха постепено је нестајао како се повећавало разумевање о болестима, као и са побољшањима у грејању домова и вентилацији. Посебно је било важно разумевање да је агенс који шири маларију комарац (активан ноћу), а не мијазмата.

### Контагионизам наспрам мијазматизма
Пре касног 19. века, ноћни ваздух се сматрао опасним у већини западних култура. Током 19. века, медицинска заједница била је подељена око објашњења ширења болести. На једној страни су били контагионисти, који су веровали да се болест преноси физичким контактом, док су други веровали да је болест присутна у ваздуху у облику мијазме и да се тако може ширити без физичког контакта. Два члана ове друге групе били су др Томас С. Смит и Флоренс Најтингејл.
Томас Саутвуд Смит је провео много година упоређујући мијазматску теорију са контагионизмом.
Претпоставити метод ширења додиром, било особе или заражених предмета, а занемарити онај путем кварења ваздуха, значи истовремено повећати стварну опасност од излагања штетним испарењима и одвратити пажњу од правих средстава за лечење и превенцију.
Флоренс Најтингејл:
Чини се да је идеја о "контагији", као објашњењу ширења болести, усвојена у време када су, због занемаривања санитарних мера, епидемије нападале читаве масе људи, и када су људи престали да сматрају да природа има било какве законе којима се руководи. Почевши од песника и историчара, реч је коначно нашла свој пут у научну номенклатуру, где је од тада остала [...] задовољавајуће објашњење за пошаст и адекватан изговор за неактивност у спречавању њеног понављања.
... Садашња теорија клица објашњава ширење болести и директним и индиректним физичким контактом.

### Утицај на реформе санитарног инжењерства
Почетком 19. века, животни услови у индустријализованим градовима у Британији били су све несанитарнији. Становништво је расло много бржим темпом него што је инфраструктура могла да подржи. На пример, становништво Манчестера се удвостручило у року од једне деценије, што је довело до пренасељености и значајног повећања акумулације отпада. Теорија мијазме о болести имала је смисла за санитарне реформаторе средином 19. века. Мијазме су објашњавале зашто су колера и друге болести биле епидемичне на местима где је вода била стајаћа и непријатног мириса. Водећи санитарни реформатор, Едвин Чедвик из Лондона, тврдио је да је "сваки мирис болест" и сматрао је да је потребна фундаментална промена у структури санитарних система како би се борило против растућих стопа урбане смртности.
Чедвик је проблем епидемија колере и тифуса видео као директно повезан са урбанизацијом и предложио је да се нови, независни канализациони системи повежу са домовима. Чедвик је свој предлог подржао извештајима Лондонског статистичког друштва који су показивали драматично повећање и стопа морбидитета и морталитета од почетка урбанизације почетком 19. века. Иако је Чедвик предложио реформу на основу теорије мијазме, његови предлози су допринели побољшању санитације, као што је спречавање повратног тока штетног ваздуха из канализације у куће коришћењем одвојених дренажних система у дизајну санитарних објеката. То је, случајно, довело до смањења избијања колере и тако помогло у подршци теорији.
Теорија мијазме била је у складу са запажањем да је болест повезана са лошом санитацијом, а тиме и са непријатним мирисима, и да санитарна побољшања смањују болест. Међутим, била је у нескладу са налазима из микробиологије и бактериологије крајем 19. века, што је на крају довело до усвајања теорије клица, иако консензус није одмах постигнут. Забринутост због канализационог гаса, који је био главна компонента теорије мијазме коју је развио Гален и која је дошла до изражаја током "Великог смрада" у Лондону у лето 1858, навела је присталице теорије да примете да канализација садржи отпад људских црева, за који је медицинска наука открила да може бити препун тифуса, колере и других микроба.
Закон о уклањању сметњи и превенцији болести из 1846. је донесен да би се утврдило да ли се колера преноси ваздухом или водом. Закон је коришћен да се власници подстакну да чисте своје станове и повежу их на канализацију.
Иако је на крају оборена разумевањем бактерија и открићем вируса, теорија мијазме је помогла да се успостави веза између лоше санитације и болести. То је подстакло чистоћу и подстакло реформе јавног здравља које су, у Британији, довеле до Закона о јавном здрављу из 1848, Закона о јавном здрављу из 1858 и Закона о локалној управи из 1858. Овај последњи је омогућио покретање истрага о здравственим и санитарним прописима било ког града или места, на захтев становника или као резултат стопа смртности које премашују норму. Рани медицински и санитарни инжењери реформатори укључивали су Хенрија Остина, Џозефа Базалгета, Едвина Чедвика, Френка Форстера, Томаса Хокслија, Вилијама Хејвуда, Хенрија Летебија, Роберта Ролинсона, Џона Сајмона, Џона Сноуа и Томаса Викстеда. Њихови напори, и повезана британска регулаторна побољшања, забележени су у Сједињеним Државама већ 1865. године.... Посебно значајан у санитарној реформи 19. века је рад Џозефа Базалгета, главног инжењера Лондонског метрополитенског одбора за радове. Подстакнут Великим смрадом, Парламент је одобрио Базалгету да дизајнира и изгради свеобухватан систем канализације, који је пресрео лондонску канализацију и преусмерио је даље од водоснабдевања. Систем је помогао у пречишћавању воде у Лондону и спасао град од епидемија. Године 1866, последња од три велике британске епидемије колере захватила је мало подручје Вајтчепела. Међутим, то подручје још увек није било повезано са Базалгетовим системом, а ограничено подручје епидемије сведочило је о ефикасности дизајна система.
Годинама касније, утицај ових санитарних реформи на Британију описао је Ричард Роџерс:
Лондон је био први град који је створио сложену грађанску администрацију која је могла да координира модерне урбане услуге, од јавног превоза до становања, чисте воде до образовања. Савет округа Лондона био је признат као најпрогресивнија метрополитенска влада на свету. Педесет година раније, Лондон је био најгори град-слам индустријализованог света: пренасељен, загушен, загађен и пун болести...
Теорија мијазме је допринела сузбијању болести у урбаним насељима, али није омогућила усвајање одговарајућег приступа поновној употреби излучевина у пољопривреди. Била је главни фактор у пракси сакупљања људских излучевина из урбаних насеља и њихове поновне употребе на околним пољопривредним земљиштима. Ова врста шеме поновног коришћења ресурса била је уобичајена у већим градовима у 19. веку пре увођења канализационих система. Данас је поновна употреба излучевина, када се обавља на хигијенски начин, позната као еколошка санитација и промовише се као начин "затварања круга".... Током 19. века, забринутост за јавно здравље и санитацију, заједно са утицајем теорије мијазме, били су разлози за заговарање тада контроверзне праксе кремације. Ако су се заразне болести шириле штетним гасовима који се емитују из распадајуће органске материје, то је укључивало и распадајуће лешеве. Аргумент јавног здравља за кремацију избледео је са затомљавањем теорије мијазме о болести.

## Замена теоријом клица
Иако је веза између клице и болести предложена прилично рано, тек крајем 1800-их је теорија клица опште прихваћена. Мијазматску теорију оспорио је Џон Сноу, сугеришући да постоји неки начин којим се болест шири путем отрова или морбидног материјала (ориг: materies morbi) у води. Он је то предложио пре и као одговор на епидемију колере у улици Броуд у централном Лондону 1854. године. Због превласти мијазматске теорије међу италијанским научницима, откриће бацила који је изазвао болест, које је исте године учинио Филипо Пачини, било је потпуно игнорисано. Тек 1876. године Роберт Кох је доказао да бактерија Bacillus anthracis изазива антракс, што је донело дефинитиван крај теорији мијазме.

### Епидемија колере у улици Броуд 1854.
Рад Џона Сноуа је значајан јер је помогао у успостављању везе између епидемија колере и тифуса и контаминираних извора воде, што је допринело коначном крају теорије мијазме. Током епидемије колере 1854, Сноу је пратио високе стопе смртности међу грађанима Сохоа до водене пумпе у улици Броуд. Сноу је убедио локалну власт да уклони ручку пумпе, што је резултирало значајним смањењем случајева колере у том подручју. Године 1857, Сноу је поднео рад British Medical Journal-у који је велики број случајева колере приписао изворима воде који су били контаминирани људским отпадом. Сноу је користио статистичке податке да покаже да су грађани који су добијали воду из узводних извора знатно мање вероватно развијали колеру од оних који су добијали воду из низводних извора. Иако је његово истраживање подржало његову хипотезу да је контаминирана вода, а не загађен ваздух, извор епидемија колере, ревизорски одбор је закључио да Сноуови налази нису довољно значајни да би оправдали промене, и они су одмах одбачени. Поред тога, други интереси су се умешали у процес реформе. Многе водоводне компаније и градске власти пумпале су воду директно из контаминираних извора као што је Темза у јавне бунаре, а идеја о промени извора или увођењу техника филтрације била је непривлачна економска перспектива. У светлу таквих економских интереса, реформа је споро усвајана.
Године 1855, Џон Сноу је сведочио против Амандмана на "Закон о уклањању сметњи и превенцији болести" који је регулисао загађење ваздуха неких индустрија. Тврдио је:
То је могуће; али верујем да се отров колере или гута у води, или добија директно од неке друге особе у породици, или у соби; верујем да је изузетак да се преноси ваздухом; мада ако се материја осуши може бити ношена на краткој удаљености.
Исте године, Вилијам Фар, који је тада био главни присталица теорије мијазме, објавио је извештај у коме је критиковао теорију клица. Фар и Комитет су написали:
Након пажљивог испитивања, не видимо разлог да усвојимо ово веровање. Не сматрамо да је утврђено да је вода била контаминирана на наведени начин; нити пред нама постоји довољно доказа да се покаже да ли су становници тог округа, који су пили из тог бунара, страдали у већој мери од других становника округа који су пили из других извора.

### Експерименти Луја Пастера
Формалније експерименте о вези између клице и болести спровео је Луј Пастер између 1860. и 1864. године. Открио је патологију пуерпералне грознице и пиогени вибрион у крви, и предложио употребу борне киселине за убијање ових микроорганизама пре и после порођаја.
До 1866. године, осам година након смрти Џона Сноуа, Вилијам Фар је јавно признао да је теорија мијазме о преносу колере погрешна, на основу своје статистичке анализе стопе смртности....

### Антракс
Роберт Кох је широко познат по свом раду са антраксом, откривши да је узрочник ове смртоносне болести Bacillus anthracis. Објавио је ово откриће у брошури под називом Die Ätiologie der Milzbrand-Krankheit, Begründet auf die Entwicklungsgeschichte des Bacillus Anthracis (Етиологија болести антракса, заснована на историји развоја Bacillus Anthracis) 1876. године док је радио у Волштајну. Његова публикација из 1877. о структури бактерије антракса означила је прву фотографију једне бактерије. Открио је формирање спора у бактеријама антракса, које могу остати успаване под одређеним условима. Међутим, под оптималним условима, споре су се активирале и изазивале болест. Да би одредио овог узрочника, суво је фиксирао бактеријске културе на стаклене плочице, користио боје за бојење култура и посматрао их кроз микроскоп. Његов рад са антраксом је значајан по томе што је био први који је повезао одређени микроорганизам са одређеном болешћу, одбацујући идеју о спонтаној генерацији и подржавајући теорију клица о болести.